# Alfons Dorfner
Alfons Dorfner (27 de enero de 1911-22 de enero de 1982) fue un deportista austríaco que compitió en piragüismo en la modalidad de aguas tranquilas.
Participó en los Juegos Olímpicos de Berlín 1936, obteniendo una medalla de oro en la prueba de K2 1000 m. Ganó una medalla de bronce en el Campeonato Europeo de Piragüismo de 1936.

## Palmarés internacional
| Juegos Olímpicos   | Juegos Olímpicos      | Juegos Olímpicos  | Juegos Olímpicos |
| Año                | Lugar                 | Medalla           | Evento           |
| ------------------ | --------------------- | ----------------- | ---------------- |
| 1936               | Berlín ( Alemania)    | Medalla de oro    | K2 1000 m        |
| Campeonato Europeo |                       |                   |                  |
| Año                | Lugar                 | Medalla           | Evento           |
| 1936               | Duisburgo ( Alemania) | Medalla de bronce | K4 1000 m        |